# آدم ميلر (منافس ألعاب قوى)
آدم ميلر (بالإنجليزية: Adam Miller) هو منافس ألعاب قوى أسترالي، ولد في 22 يونيو 1984.

## وصلات خارجية
- آدم ميلر على موقع الاتحاد الدولي لألعاب القوى (الإنجليزية)
- آدم ميلر على موقع النتائج التاريخية لألعاب القوى الأسترالية (الإنجليزية)
- آدم ميلر على موقع اللجنة الأولمبية الدولية (الإنجليزية)
- آدم ميلر على موقع أوليمبيديا (الإنجليزية)
- آدم ميلر على موقع اللجنة الأولمبية الأسترالية (الإنجليزية)